# 啓周ロベルト
啓周ロベルト（けいしゅう - 、本名：渡邉 啓周ロベルト（わたなべ けいしゅう - ）、1995年1月13日 - ）は、日本のタレント、俳優、ファッションモデル、アスリートである。
2021年、メキシコ合衆国（メキシコがっしゅうこく、スペイン語: Estados Unidos Mexicanos　）で　歌手　Keishu Roberto として 楽曲「　SAKE Y TEQILA 」をリリースし歌手活動を開始。
宮城県・仙台市出身。サイズはT180B90W70H85、足28.0cm。

## 来歴
メキシコ人の母と日本人の父の間に生まれる。
上京時に原宿でスカウトされ、芸能界入りした。
メキシコ合衆国で、歌手として活動中。

## 経歴
中学校ではソフトテニス部に所属しており、2009年度の宮城県総合体育大会の個人戦では第1位の成績を収めた。宮城県、東北地方の代表選手として都道府県対抗全日本中学生ソフトテニス大会、全国中学校体育大会テニスに出場した。
2011年 第3回DearStyle ブログの王子様（プリンス）オーディション グランプリ受賞。
2011年、日本での芸能活動を停止。
2013年〜メキシコ合衆国　サカテカス州立 Universidad Autónoma de Zacatecas (UAZ)大学　英文科　に留学中。
2020年、メキシコ合衆国で楽曲「　SAKE Y TEQILA 」をリリースし歌手活動を開始。

## 出演

### 歌手活動
2021年　6月　ファ-ストシングル、「　SAKE Y TEQILA 」をリリース
- SPOTIFY -Keishu Roberto - （Spotify公式サイト）
- APPLE MUSIC Keishu Roberto -　（Apple Music公式サイト）

2021年　12月　セカンドシングル、「　Señorita Hermosa　」をリリース
- SPOTIFY -Keishu Roberto - （Spotify公式サイト）
- APPLE MUSIC Keishu Roberto -　（Apple Music公式サイト）

### CM
- 台湾セブン-イレブン（関東煮「手袋篇」「走る篇」）

### 雑誌
- 主婦の友社「Hana*chu→（ハナチュー）」（ファッションモデル - 「ダンチュー」）

### ドラマ
- TBS「女タクシードライバーの事件簿」安西翔太 役
- テレビ朝日「天装戦隊ゴセイジャー」男子高生 役
- 朝日放送「ちゃん動画乙」 レギュラー　男子高生 役

### ショー
- 庄内ガールズミーティング　Shonai girls☆MTG 2010
- ガールズアワード  Girls Award 2010
- 仙台コレクション Sendai Collection 2010

### バラエティー
- 日本テレビ「新型学問 はまる!ツボ学」イケメン高校生 役